# 銳箭弩

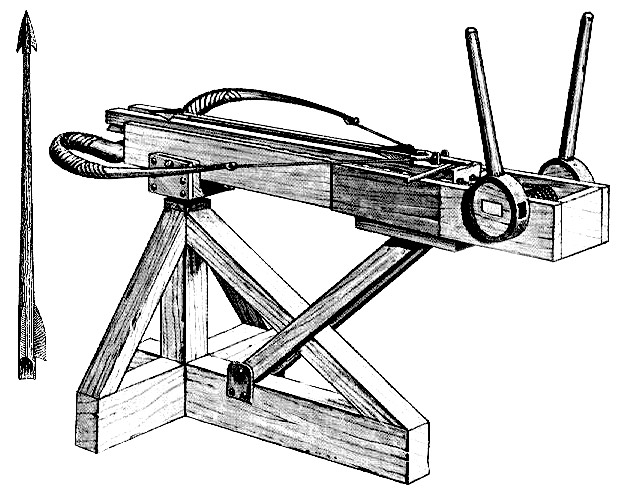
銳箭弩

銳箭弩（英語：Oxybeles）是古希臘於西元前375年開始使用的一種巨弩，其名稱oxys意為尖銳的，belos是箭的意思。基本上就是大型化裝在支架上的腹張弩（Gastraphetes）。後來被使用扭力機構的投射機（Ballista）所取代。